# Aaron Clark

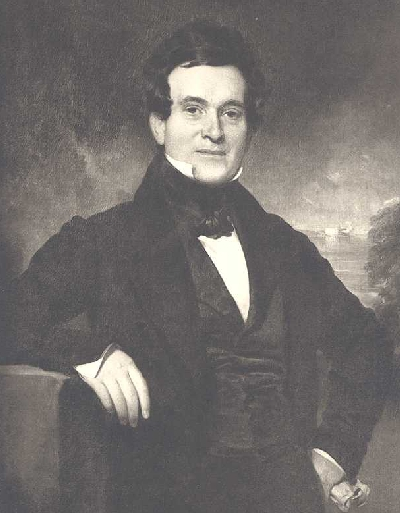
Aaron Clark

Aaron Clark (* 16. Oktober 1787 in Worthington, Hampshire County, Massachusetts; † 2. August 1861 in Brooklyn, New York) war ein US-amerikanischer Politiker. Zwischen 1837 und 1839 war er Bürgermeister von New York City.

## Werdegang
Aaron Clark wurde in Massachusetts geboren und wuchs in Vermont auf. Später absolvierte er das Union College in Schenectady. Während des Britisch-Amerikanischen Krieges von 1812 diente er in der United States Army. Zwischen 1814 und 1820 lebte er in Albany, der Hauptstadt des Staates New York. Dort war er bei der Verwaltung der New York State Assembly angestellt. Anschließend zog er nach New York City, wo er im Bankgewerbe arbeitete. Außerdem betrieb er eine Lotterie. Gleichzeitig schlug er eine politische Laufbahn ein. Dabei wurde er in den Stadtrat gewählt. In den 1830er Jahren schloss er sich der damals gegründeten Whig Party an.
1827 wurde Clark zum Bürgermeister von New York gewählt. Dieses Amt bekleidete er nach einer Wiederwahl zwischen 1837 und 1839.  Das Stadtgebiet von New York erstreckte sich bis 1898 im Wesentlichen auf den heutigen Stadtteil Manhattan. Seine erste Wahl erfolgte inmitten einer schweren Wirtschaftskrise und Clark versprach seinen Wählern den Ausbau der Infrastruktur, vor allem im Hafenbereich, zur Förderung des Handels. Seine Wiederwahl im Jahr 1838 war eng, da viele Wähler sowohl von seiner als auch von der Politik seiner Partei enttäuscht waren. Sein Gegenkandidat war sein späterer Nachfolger Isaac L. Varian. Clark setzte sich mit 1,3 % Stimmenvorsprung durch. Da es damals bei den Bürgermeisterwahlen von New York, die erst seit 1834 als allgemeine Wahl ausgetragen wurden, noch keine Wählerverzeichnisse gab, kam es zu Manipulationen. Zumindest wurden solche Clark und den Whigs vorgeworfen. Im Jahr 1839 kam es bei den Bürgermeisterwahlen erneut zur Auseinandersetzung zwischen Clark und Varian. Diesmal konnte sich Varian durchsetzen und Clark aus dem Amt drängen. Allerdings war die Wahl von beiden Seiten massiv von Korruption und Einschüchterungen geprägt. Das führte zu öffentlichen Protesten. Als Resultat wurden für zukünftige Bürgermeisterwahlen Wählerverzeichnisse erstellt, um dem Betrug entgegenzuwirken. Als Bürgermeister veranstaltete Aaron Clark regelmäßig Bälle, die ihm den Namen Dancing Mayor einbrachten.
Nach dem Ende seiner Zeit als Bürgermeister ist er politisch nicht mehr in Erscheinung getreten. Er starb am 2. August 1861 in Brooklyn.